# Cendres totales
Pour les articles homonymes, voir Cendre (homonymie), Cendre et Cendres.
Dans le domaine de la nutrition, l'expression cendres totales désigne la partie minérale solide d'un échantillon alimentaire,, par opposition à sa partie organique. 

## Analyse
La masse correspondante est déterminée par pesée du résidu obtenu après minéralisation, c'est-à-dire par calcination de l'aliment à 550 °C environ pendant une durée déterminée par un protocole spécifique,.
Ce résidu contient, des sels minéraux tels que le calcium, le phosphore, le sodium, le potassium, le magnésium et des oligo-éléments tels que le fer, le zinc, le manganèse, etc.
Étant une caractéristique de l'analyse nutritionnelle, la masse totale des cendres ne correspond pas exactement à la teneur en matières minérales d'un aliment. En effet, il peut y avoir perte de matière par évaporation ou synthèse d'oxydes et de carbonates durant la combustion.
Dans les aliments frais, la teneur en cendres brutes (ou en matières minérales) est généralement inférieure ou égale à 5 %. Elle peut atteindre 10 à 12 % dans les produits alimentaires transformés du fait de la présence d'additifs (souvent d'origine minérale).
Certains compléments alimentaires peuvent présenter une teneur bien plus élevée, de l'ordre de 40 %.

## Applications
Cette technique est couramment utilisée pour le contrôle de la qualité des aliments.
Ainsi, les farines de blé de qualité supérieure (de type farine complète) présentent un taux de cendres relativement élevé (plus de 1 %) car cela indique qu'elles ont été produites à partir de blé cultivé dans des sols riches en minéraux. Une classification des farines de blé est ainsi établie à partir de ce taux de cendres par la législation française.
La mesure de la fraction des cendres solubles dans l'acide est également utilisée dans la dilution de jus de fruits ou pour détecter les traitements du vin (comme la désacidification par échangeurs d'ions) ou encore pour déterminer la pureté de certaines denrées comme les épices ou le café.